# Luisa Spanghero
Luisa Spanghero (27 de febrero de 1966) es una deportista italiana que compitió en vela en la clase Laser Radial. Ganó una medalla de bronce en el Campeonato Europeo de Laser Radial de 1990.

## Palmarés internacional
| \| Campeonato Europeo \| Campeonato Europeo \| Campeonato Europeo \| Campeonato Europeo \| \| Año \| Lugar \| Medalla \| Clase \| \| ------------------ \| ------------------ \| ------------------ \| ------------------ \| \| 1990 \| Lorient (Francia) \| Medalla de bronce \| Laser Radial \| |                   |                   |              |
| Campeonato Europeo |                   |                   |              |
| Año | Lugar             | Medalla           | Clase        |
| 1990 | Lorient (Francia) | Medalla de bronce | Laser Radial |